# 카반호

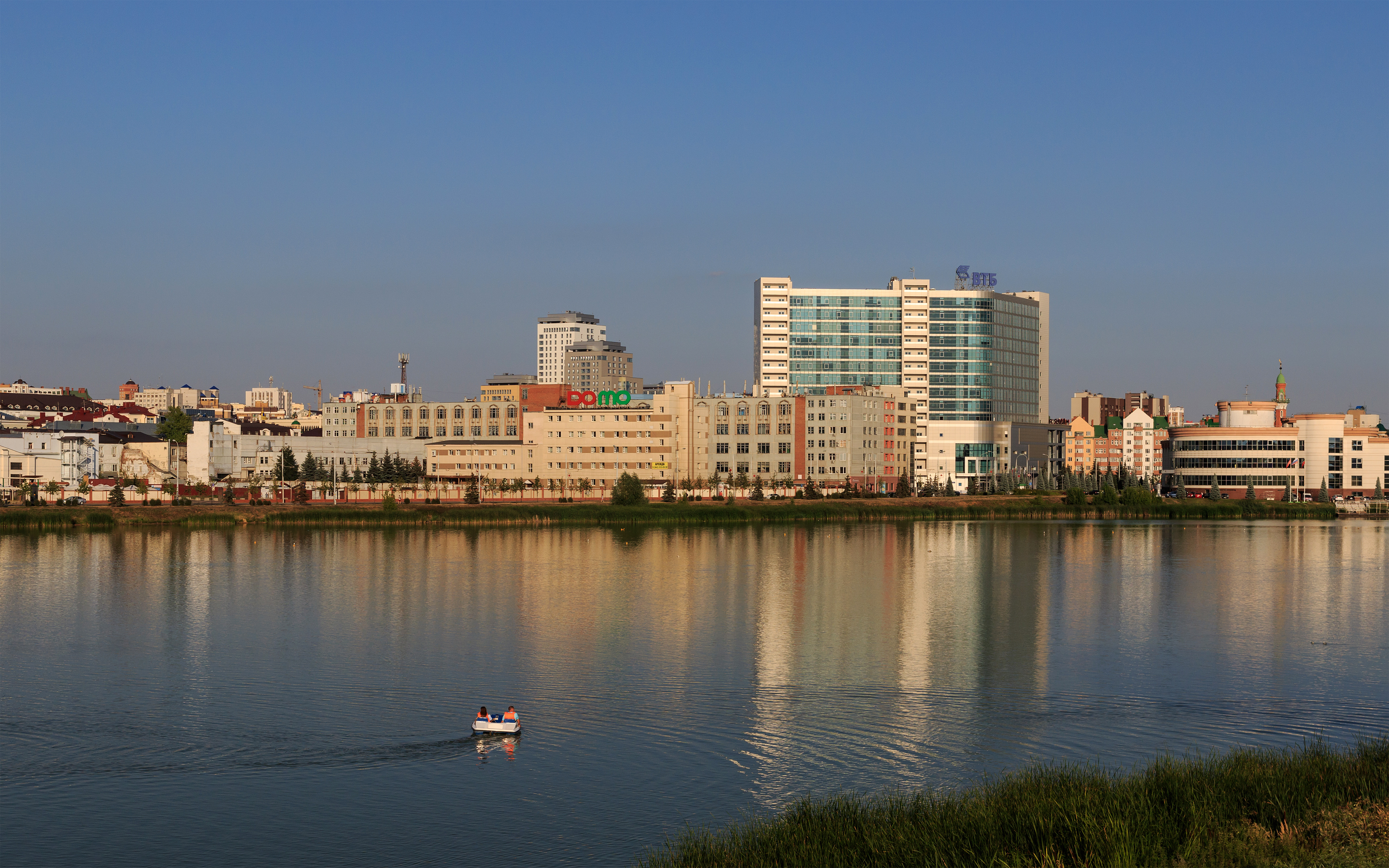
카반호

카반호(타타르어: Qaban)는 타타르 공화국에 위치해 있는 호수이다. 면적은 1.86 km2이고, 타타르 공화국에서 가장 큰 호수이다.
카잔수강과 연결되어 있다. 이곳은 볼가강과 연결되는 곳이기도 하다.